# Antiochos 13. af Seleukideriget
Antiochos 13. Dionysos Filopator Kallinikos Asiatikos (? – 64 f.Kr.) var en af de sidste fyrster af seleukidernes æt.
Han var søn af kong Antiochos 10. Eusebes af Seleukideriget og den ægyptiske dronning Kleopatra Selene. Da Antiochos kom til verden var slægten involveret i en blodig intern fejde, og Syrien – kernen i det engang så mægtige Seleukiderige – lå hen i kaos. Ved faderens død i perioden 92 f.Kr. til 85 f.Kr. overtog moderen styret som værge, men den sidste rest af magt kollapsede og de måtte flygte til besiddelser i Kilikien, hvorfra hun forsøgte at gøre denne del af dynastiet gældende i de mange magtkampe i Syrien.
I 83 f.Kr. kom den armenske konge Tigranes den Store til magten i Syrien og fik kørt seleukideslægten ud på et sidespor. Antiochos var i 75 f.Kr. og 73 f.Kr. i Rom sammen med en yngre bror for at opnå anerkendelse i deres ret til magten i Syrien, hvilket de opnåede.
Da Tigranes senere blev besejret af romerne under deres invasion af Nærorienten i den Tredje Mithridatiske Krig, hyldede indbyggerne i den syriske hovedstad Antiochia Antiochos 13. som konge. Denne kongehyldning opnåede anerkendelse fra den romerske hærfører Lucius Lucullus. Men det lykkedes ikke Antiochos 13. at få det syriske kaos under kontrol, derfor fik den romerske hærfører Pompejus – der erstattede Lucullus i hans østkommando – at afsætte Antiochos og have ham likvideret af en arabisk høvding.
Selvom Antiochos blev overlevet af en fætter ses hans død traditionelt som seleukidedynastiets endeligt og uddøen.